# Boolesk ring
En boolesk ring är en ring R sådan att för alla element a, som tillhör R gäller att a² = a, det vill säga elementen är idempotenta. 

## Egenskaper
En boolesk ring är kommutativ, vilket kan bevisas med utgångspunkt från dess definition. Låt elementen a och b tillhöra R. Då fås:
{\displaystyle (a+b)^{2}=a+b} vilket medför att, {\displaystyle a^{2}+ab+ba+b^{2}=a+b.}
Förenkling ger att,   {\displaystyle a+ab+ba+b=a+b}. 
Efter det att ekvationens båda led subtraherats med {\displaystyle a+b} fås att  {\displaystyle ab+ba=0}. 
Detta samband ger att {\displaystyle ab=-ba} och även, om {\displaystyle b} ersätts med {\displaystyle a}, att {\displaystyle aa+aa=0}.
Alltså, {\displaystyle 0=aa+aa=a^{2}+a^{2}=a+a=2a}
varur man får att,  {\displaystyle 2a=0} och att, {\displaystyle a=-a}. 
Således är ringens karakteristik = 2 och den additiva inversen till {\displaystyle a} är {\displaystyle a}, dvs {\displaystyle a} är invers till sig själv.
Ringens kommutativitet ges av att, {\displaystyle ab=-ba=ba}. 

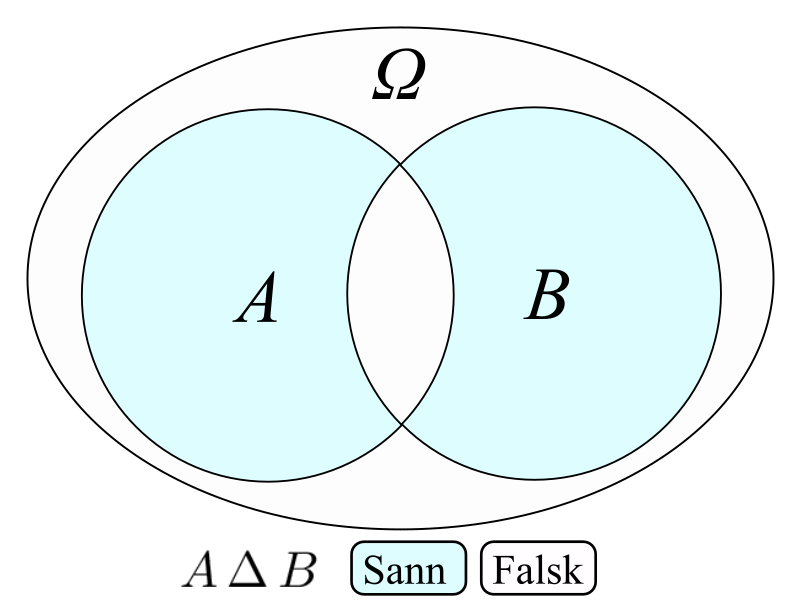
Symmetrisk differens

Om potensmängden till en mängd M, är {\displaystyle 2^{M}=\{X;X\subseteq M\}}, där {\displaystyle X} är en delmängd till {\displaystyle M}, så är {\displaystyle 2^{M}} en boolesk ring med symmetrisk differens {\displaystyle \,\Delta \,\,}, motsvarande det logiska konnektivet XOR, som addition och snitt {\displaystyle \cap }, motsvarande det logiska konnektivet AND, som multiplikation. 
Allmänt gäller att varje boolesk ring {\displaystyle (R,{\cdot },{+},{-},0,1)} är isomorf med en boolesk algebra {\displaystyle (R,{\land },{\lor },{\neg },0,1)} med definitionerna:
{\displaystyle a\lor b=a+b+ab}
{\displaystyle a\land b=ab}
{\displaystyle \neg a=a+1}.
Med ovanstående räkneregler är {\displaystyle (Z_{2},{+},{\cdot },0,1)} en boolesk algebra.
En boolesk ring och en boolesk algebra är således ekvivalenta begrepp.
Varje delring och kvotring av en boolesk ring, är en boolesk ring.